# Диоптр

Диоптр

Дио́птр (др.-греч. δι-όπτρα) — простейшее приспособление для установки направления на объект. Представляет собой две пластинки, укрепленные на концах алидады. В одной пластинке, называемой глазным диоптром, имеется малое отверстие или узкая щель. В противоположной пластинке, называемой предметным диоптром, в значительно большем отверстии закреплена мушка или тонкий волосок. Использование диоптра заключается в повороте алидады таким образом, чтобы малое отверстие, волосок и объект находились на одной прямой.
Погрешность измерения с помощью диоптра (при наличии шкалы) может быть не более 2 угловых минут. Большему расстоянию между глазным и предметным диоптрами соответствует меньшая погрешность измерений.
Первые упоминания диоптра относятся к I в. (Герон Александрийский). В прошлом диоптр широко применялся в геодезических инструментах, ныне сохранился только у некоторых типов буссолей.